# 158
El 158 (CLVIII) fou un any comú començat en dissabte del calendari julià.

## Esdeveniments
- Sabrata (Àfrica): Luci Appuleu escriu, en la seva defensa, Apologia o De Magia.[1]